# Gerhard Schrader (Fußballspieler)
Gerhard „Fichte“ Schrader (* 1. Januar 1940 in Vorsfelde) ist ein ehemaliger deutscher Fußballspieler und -trainer. Der Halbstürmer absolvierte zwischen 1963 und 1964 13 Bundesligaspiele für Eintracht Braunschweig und erzielte dabei vier Tore.

## Karriere
Gerhard Schrader, dessen Spitzname „Fichte“ nicht auf seine Statur, sondern auf einen Baum vor seinem Elternhaus zurückzuführen war, begann mit dem Fußballspielen beim SSV Vorsfelde. Von dort wechselte er 1957 in die Sonderjugend des VfL Wolfsburg. Am 4. Januar 1959 debütierte Schrader bei der 0:2-Heimniederlage des VfL gegen Werder Bremen in der Fußball-Oberliga Nord. Unter Trainer Imre Farkaszinski und neben Mitspielern wie Klaus Gerwien und Willi Giesemann absolvierte er insgesamt sechs Ligaspiele (zwei Tore) in der Saison 1958/59 für den VfL, der den 16. Platz belegte und in die Amateurliga Niedersachsen abstieg. In den nächsten zwei Runden erreichten Schrader und Gerwien in der Amateurliga Niedersachsen-Ost mit dem VfL Wolfsburg die Plätze drei und fünf und verpassten damit die Rückkehr in die Oberliga Nord. Zur Saison 1961/62 nahmen die zwei VfL-Angreifer das Angebot von Eintracht Braunschweig aus der Oberliga Nord an.
Am 20. August 1961 debütierte Schrader unter Trainer Hans-Georg Vogel beim 1:1-Remis beim VfR Neumünster in der Ligaelf der Eintracht. Die Blau-Gelben waren im Angriff mit Klaus Blumenberg, Helmut Hosung, Jürgen Moll, Schrader und Gerwien angetreten. Insgesamt bestritt Schrader in zwei Jahren 33 Oberligaspiele, in denen er neun Treffer erzielte. In der Saison 1962/63 wirkte er insbesondere bei den drei wichtigen Heimerfolgen gegen Osnabrück (1:0), Kiel (5:1; zwei Schrader-Tore) und am Schlusstag, den 29. April 1963, beim 2:1-Sieg gegen den VfB Lübeck mit. Damit qualifizierte sich die Eintracht auf dem dritten Rang stehend für die zur Saison 1963/64 eingeführte Fußball-Bundesliga. Auch dort gehörte der 1,69 m große Schrader unter dem neuen Trainer Helmuth Johannsen zum ersten Aufgebot. Am ersten Spieltag der Fußball-Bundesliga, am 24. August 1963, bildete er mit Gerwien, Moll, Hosung und dem Neuzugang Hans-Georg Dulz die Angriffsformation bei dem 1:1-Remis beim TSV 1860 München. In seiner ersten Bundesliga-Saison kam er auf 13 Einsätze und vier Tore. Der letzte Bundesligaeinsatz für das Team an der Hamburger Straße datiert von Schrader vom 9. Mai 1964, dem 30. Spieltag, als die Eintracht mit einem 2:0-Heimerfolg gegen Borussia Dortmund die Debütrunde der Bundesliga beendete. Schrader spielte dabei im damals noch praktizierten WM-System auf Halbrechts. In der zweiten Bundesligasaison 1964/65 kam er aber nicht mehr zum Einsatz, nachdem sich Braunschweig mit Dieter Krafczyk, Erich Maas und Lothar Ulsaß in der Offensive verstärkt hatte. Die Wege der Eintracht und Schraders trennten sich im Sommer 1965.
Anschließend spielte er für den VfV Hildesheim in der Fußball-Regionalliga Nord, wo er auf seinen vormaligen Eintracht-Sturmkollegen Klaus Blumenberg aus der Oberligazeit 1961 bis 1963 traf. An der Seite der VfV-Legende Leo Zimmermann, Torhüter Werner Gerstle und Trainer Klemens Heyduck absolvierte Schrader 20 Regionalligaspiele und erzielte drei Tore. Am Ende der Saison 1965/66 belegte der VfV den 15. Rang, doch ein Jahr später stieg der Verein als 16. in das Amateurlager ab. Schrader hatte 1966/67 25 Rundenspiele an der Seite von Dieter Grünsch (Torhüter), Ludwig Hesse, Wolfgang Träger und Claus Winkelmann bestritten.
Nach dem Ende seiner aktiven Zeit kehrte Schrader nach Vorsfelde zurück, wo er seinen Heimatverein SSV Vorsfelde mehrere Jahre lang trainierte. Im Wolfsburger Raum war er insgesamt 25 Jahre lang bei verschiedenen Vereinen als Trainer tätig. Schrader begann als Jugendlicher bei Volkswagen eine Lehre als Werkzeugmacher und arbeitete später vor allem im Schnittbau, bis er 1995 in den Vorruhestand ging. Er lebt in Wolfsburg, ist verheiratet und Vater dreier Kinder.